# Плішка Володимир Володимирович
Володимир Володимирович Плішка (нар. 2 серпня 1991, Тернопіль) — український футболіст, півзахисник.

## Біографія
Плішка є вихованцем тернопільського футболу. З дитячого віку він займався в тернопільському ДЮСШ і грав за нього в чемпіонаті ДЮФЛУ.
У 17 років почав грати за місцеву «Ниву» на позиції захисника. В сезоні 2010/11 на правах оренди пограв за ФК «Тернопіль-Нива 2» в чемпіонаті Тернопільської області.
У сезоні 2011/12 повернувся до «Ниви», де вже перекваліфікувався на позицію опорного півзахисника. За цей час провів за «Ниву» 28 матчів у чемпіонаті та одну гру в кубку України не забивши жодного голу.
З літа 2013 року став гравцем хмельницького «Динамо», за яке до кінця року провів 17 матчів в чемпіонаті і забив 5 голів. Наприкінці 2013 року «динамівці» знялися з турніру і Плішка на правах вільного агента покинув клуб. Кар'єру продовжив в «Енергії» з міста Нова Каховка. З 2015 року виступає в канадській команді «Атомік Селектс» з міста Торонто.

## Досягнення
- Срібний призер Другої ліги України (1) : 2012/13